# Häggenschwil
Häggenschwil is een gemeente en plaats in het Zwitserse kanton Sankt Gallen, en maakt deel uit van het district St. Gallen.
Häggenschwil telt 1166 inwoners.